# Automobilia

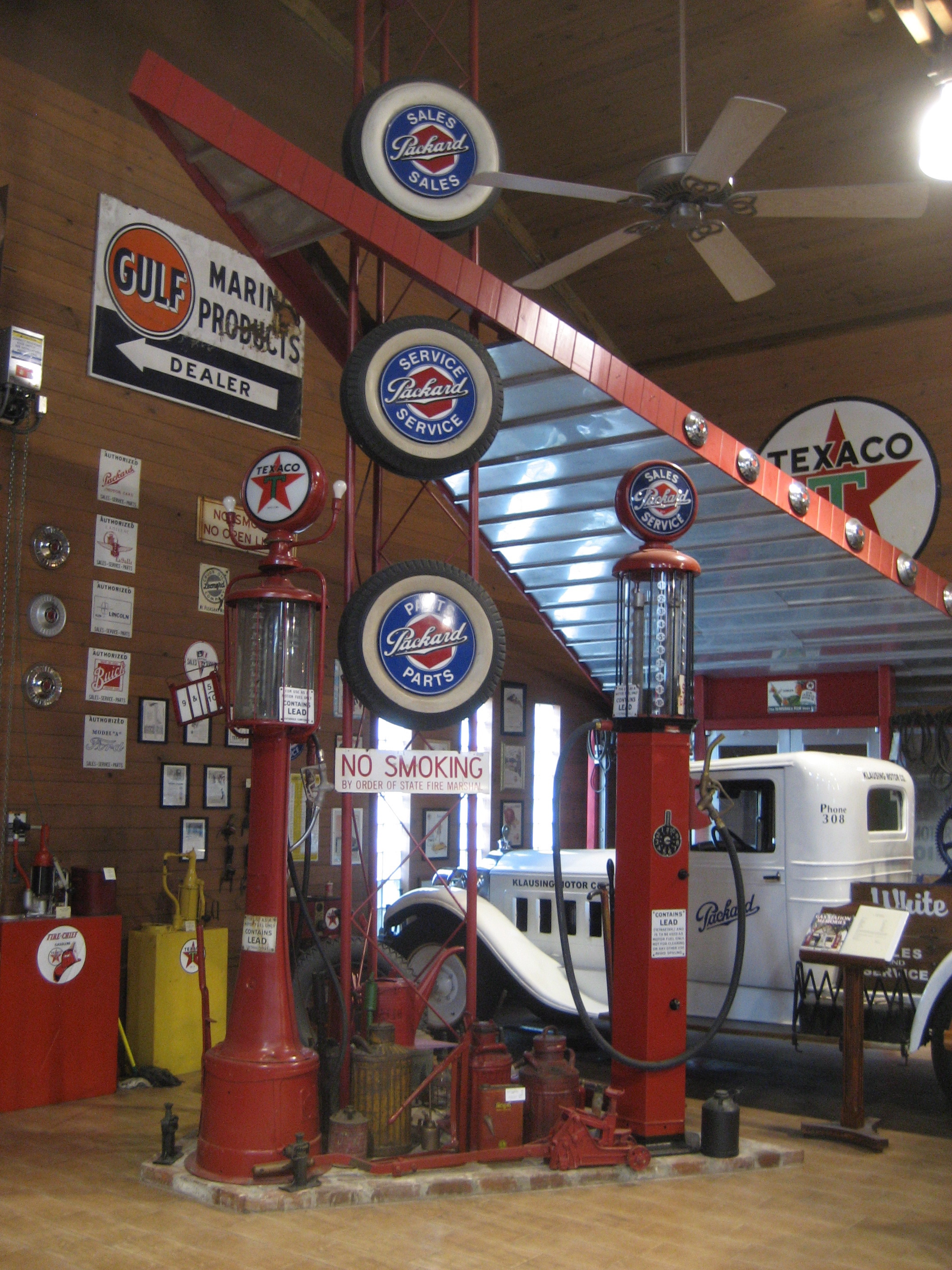
Automobilia in einem Museum

Der Begriff Automobilia beschreibt Sammelobjekte verschiedener Art aus dem Bereich der motorisierten Mobilität. Das Spektrum reicht von Fahrzeugteilen, Kühlerfiguren, Markenzeichen und Schriftzügen über Verkaufsliteratur, Fach- und Markenbücher. Weiterhin zählen dazu Gegenstände, die als Andenken (Give-Aways, Aschenbecher, Tischsets usw.) gedacht sind sowie etwas zweifelhafte Devotionalien wie beispielsweise dem Original-Helm eines bestimmten Fahrers einer Rennserie oder einem abgebrochenen Stück von einem Bauteil eines Rennwagens. Auch Kunstobjekte (Gemälde, Drucke, Skulpturen) können dazu gehören, wenn damit das Thema Automobil im weitesten Sinne behandelt wird. Dabei kann es sich auch um Ornamente, Werbung oder Bedienungsanleitungen handeln. Auch Gegenstände aus dem näheren Umfeld, wie etwa Tankstellenzubehör, werden darunter verstanden. Fahrzeuge als solches zählen hingegen nicht dazu.